# Шевкефза-султан
Шевкефза́-султа́н (12 декабря 1820 — 17/20 сентября 1889) — жена османского султана Абдул-Меджида I, мать султана Мурада V. Была последней биологической матерью султана, носившей титул валиде-султан.

## Биография

### Жена и вдова султана
Шевкефза-султан родилась предположительно 12 декабря 1820 года, по происхождению, вероятно, была черкешенкой и, что необычно, была почти на три года старше будущего мужа. Мемуарист Харун Ачба называет Шевкефзу дочерью черкесского князя Мехмед-бея Заурума и его жены Джемиле-ханым; Ачба считает, что помимо Шевкефзы, рождённой в Поти, в семье была ещё одна дочь — Лалеру (1822—1903).
Шевкефза попала в гарем при невыясненных обстоятельствах до 1 августа 1839 года, когда всего через месяц после восшествия Абдул-Меджида I на трон во дворце Топкапы стала одной из его жён. Харун Ачба предполагает, что Шевкефза попала во дворец вместе с сестрой Лалеру в раннем детстве и воспитывалась в покоях Нуртаб Кадын-эфенди (умерла в январе 1886) — одной из жён Махмуда II. После смерти двух других жён Абдул-Меджида I (Недждет Сакаоглу называет этими жёнами Тиримюжган и Гюльджемаль) Шевкефза получила статус второй жены и оставалась в нём до самой смерти супруга в 1861 году. Статус Шевкефзы был очень высок и важен: в те времена позиция в гареме определяла, в каких покоях будет жить женщина, сколько у неё будет слуг, какую сумму она будет получать на личные расходы и какое место будет занимать за султанским столом. 
Достоверно известно о двух детях, рождённых Шевкефзой: сыне Мехмеде Мураде (будущем султане Мураде V, 1840—1904) и дочери Алие (1842—1844/1845). Сын Шевкефзы стал первым сыном султана и его вторым или третьим ребёнком: несмотря на наличие сразу нескольких жён, вступивших в гарем в первый год правления султана, на момент рождения Мехмеда Мурада у Абдул-Меджида I была только одна или две дочери.
Зия Шакир, редактор мемуаров Филизтен Ханым-эфенди «28 лет во дворце Чыраган: Жизнь Мурада V», так описывал Шевкефзу: «Желаемая султаном Меджидом наложница была темноволосая, черноглазая, невысокая, пухлая, нежная и добрая. Спокойная, с мягким нравом. Она была одной из многих. На самом деле, хитрость была в том, чтобы не показывать своих чувств. Хотя она была способна им поддаться. Самой большой слабостью её был её сын». Нельзя сказать, что Шевкефза занимала особое место в жизни султана: её высокое положение в гареме определялось скорее тем, что она была матерью старшего сына Абдул-Меджида I, нежели его привязанностью к ней. Тот факт, что она была матерью старшего шехзаде, вероятно повлиял на её характер: Недждет Сакаоглу описывает её как «более жадную и эгоистичную, чем другие женщины, и, вероятно,
более невежественную». После смерти своего мужа, в правление султана Абдул-Азиза она надолго ушла в тень, не влияя на политику.

### Валиде-султан
12 мая 1876 года заговорщики, возглавляли которых бывший и будущий великий визирь Мютерджим Мехмед Рюшди-паша, военный министр Хусейн Авни-паша, шейх-уль-ислам Хасан Хайруллах-эфенди и министр без портфеля Мидхат-паша, созвали совет, который постановил, что Абдул-Азиз более не способен занимать султанский трон. Сын Шевкефзы не только знал о происходящем, но и одобрил смещение дяди. В ночь с 29 на 30 мая Абдул-Азиз оказался заблокирован во дворце Долмабахче и оказался полностью отрезан от внешнего мира. Сразу после этого батальон, сформированный из курсантов военной академии, под командованием Назыры Сулеймана-паши доставил Мурада в султанский дворец.
В это же время Абдул-Азизу была зачитана фетва, на основании которой он был смещён. Параллельно шло разграбление имущества семьи бывшего султана; часть ценностей перешла во владение Шевкефзы-султан, ставшей новой валиде, и погашения долгов самого Мурада V, другая часть оказалась в руках сановников, участвовавших в заговоре.
Заговорщики, приведшие Мурада к власти, окончательно разочаровались в нём, когда стало ясно, что султан психически нездоров и не способен править. Великий визирь Мютерджим Мехмед Рюшди-паша вынес на обсуждение с другими сановниками вопрос о назначении регентом при Мураде V его единокровного брата и наследника Абдул-Хамида, однако тот отказался получить только тень от власти будучи регентом. В итоге 30 августа 1876 года было принято решение о смещении с трона Мурада V в пользу Абдул-Хамида II; на следующее утро была оглашена фетва, объявлявшая султана неспособным управлять государством вследствие психической болезни. Правление Мурада продлилось всего девяносто три дня, столько же продлилось и пребывание Шевкефзы в статусе валиде-султан — кратчайшее правление в истории Османской империи; из этих девяносто трёх дней в здравом уме султан пробыл только семь.

### После свержения сына
Шевкефза умерла 17 или 20 сентября 1889 года во дворце Чыраган и была похоронена в одном из мавзолеев Новой мечети. Позднее, в 1904 году, там же упокоился и её единственный сын.

## Потомство
- Мехмед Мурад (21[12]/22[19] сентября 1840[3] — 29 августа 1904[20][21]) — османский султан под именем Мурада V, правил всего девяносто три дня[22][17]. Страдал алкоголизмом и психическим расстройством[23]. Имел четверых жён[24] несколько икбал и гёзде[K 2] и троих сыновей и четверых дочерей[21]. Ни один из сыновей Мурада V не был султаном; двое его внуков по мужской линии, Ахмед Нихад и Осман Фуад, последовательно возглавляли свергнутую династию Османов в 1944—1973 годах.
- Алие-султан[K 3] (10[28]/20 октября 1842[27] — 21[28]/23 июля 1844[4] или 10 июля 1845[27]). Чагатай Улучай называет матерью Алие главную икбал Нюкхетсезу Ханым-эфенди. Девочка была похоронена в одном из мавзолеев Новой мечети[27]. Позднее в память о сестре Мурад V назвал свою младшую дочь.

## Комментарии
1. ↑  Также Шевки-эфза и Шевкефзар[3].
2. ↑  Недждет Сакаоглу указывает пятерых икбал и одну или двух гёзде[25]. Дуглас Скотт Брукс называет одну из икбал, Филизтен Ханым-эфенди, гёзде султана[26].
3. ↑  Также встречается вариант Алийе-султан[27].